# NGC 7596
NGC 7596 (również IC 1477 lub PGC 70932) – galaktyka soczewkowata (S0), znajdująca się w gwiazdozbiorze Wodnika. Odkrył ją Francis Leavenworth 28 września 1886 roku. Jest to galaktyka z aktywnym jądrem.